# Surfrider Foundation Europe
 (juin 2016).
Surfrider Foundation Europe est une organisation non gouvernementale internationale (ONGI) environnementale à but non-lucratif créée en 1990 ayant pour but « la protection et la mise en valeur de l'océan, du littoral, des vagues, des lacs, des rivières et de toutes les populations qui en jouissent ».
Surfrider Foundation Europe fait partie du consortium international Surfrider Foundation.

## Historique
Surfrider Foundation Europe a été créée à Biarritz (France) en 1990 par un groupe de surfeurs désireux de préserver leur terrain de jeux, dont le plus emblématique d'entre eux Tom Curren, triple champion du monde de surf et désormais ambassadeur de l'association. Lors de sa création, Surfrider Foundation Europe reprend les objectifs poursuivis par l'organisation mère Surfrider Foundation, fondée en 1984 aux États-Unis.

## Organisation
Le siège de Surfrider Foundation Europe se situe en France, dans sa ville d'origine Biarritz. L'association dispose de 3 bureaux territoriaux de mise en œuvre des projets (Marseille, Bordeaux, San Sebastian) et 2 bureaux de pilotage des actions de plaidoyers politiques (Paris et Bruxelles).
Surfrider Foundation Europe compte 47 antennes bénévoles réparties dans 12 pays européens (Allemagne, Belgique, Bulgarie, Pays-Bas, Espagne, France, Irlande, Italie et Portugal).
Pour son fonctionnement, l'association emploie 80 personnes salariées.

## Secteurs d'intervention

### Qualité de l'eau et santé

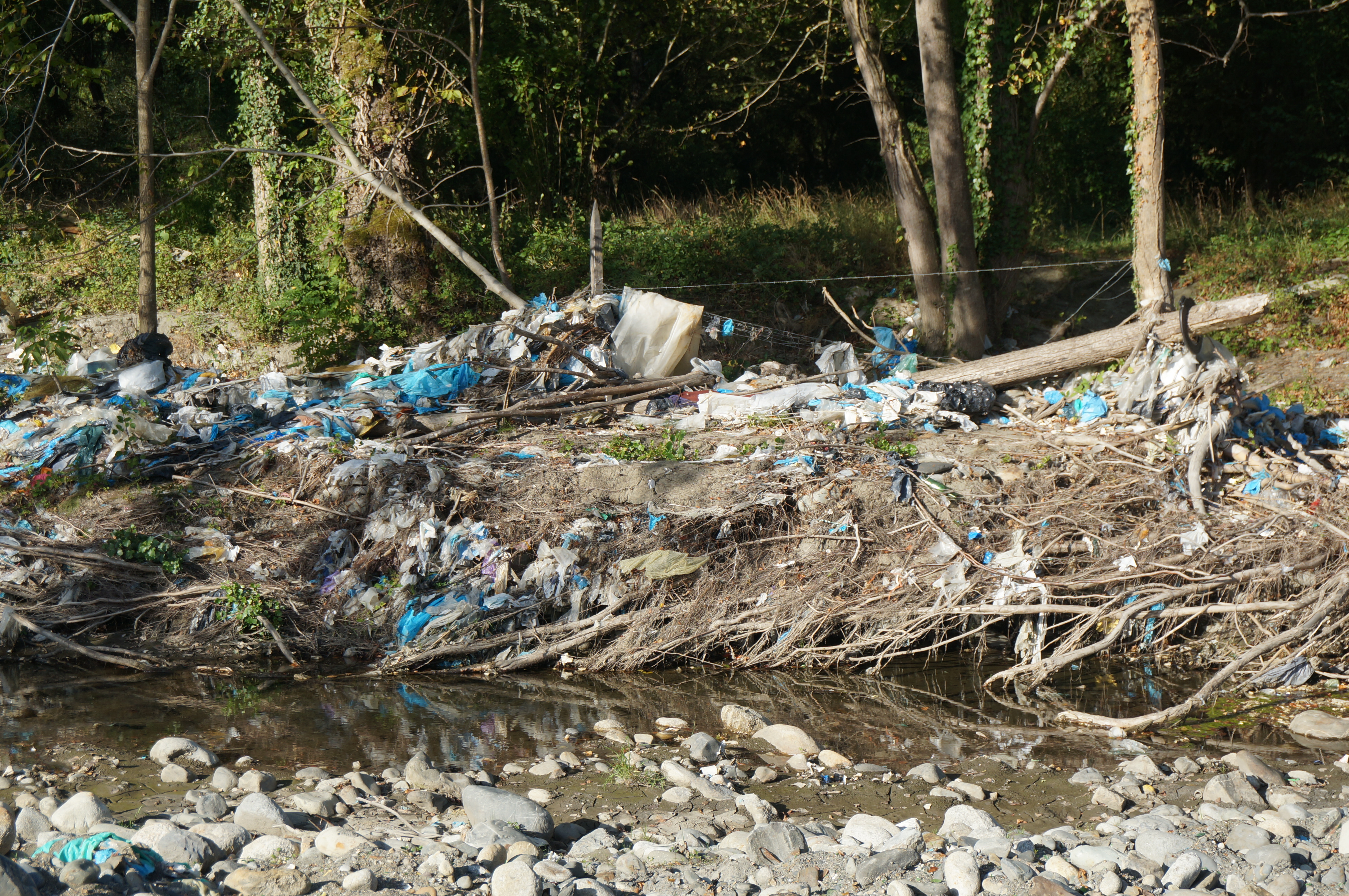
Présence de déchets sur un lieu visité par le programme Plastic Origins.

Surfrider s'est engagée à garantir des eaux saines dans toutes les zones aquatiques, y compris les espaces récréatifs, en mettant en place une surveillance renforcée et en travaillant à la réduction des pollutions à leur source. Cette initiative fait partie intégrante du programme intitulé « Qualité des eaux et santé ». L'objectif principal de cette association est de sensibiliser un large public, y compris les citoyens, les décideurs et les acteurs du secteur privé, aux problématiques liées à la pollution des océans, des lacs et des rivières. En parallèle, elle vise à informer ces parties prenantes sur les comportements et les mesures à adopter pour préserver la qualité de ces environnements exceptionnels, qui ont un impact direct sur notre santé.
C'est à partir de prélèvements et de recherches effectuées sur les côtes françaises et espagnoles en 2015 que Surfrider Foundation rend public en avril 2016 un rapport sur la pollution plastique des océans.
Par ailleurs, de 1997 à 2005, la Surfrider Foundation Europe établissait tous les ans une liste des plages les plus polluées, par le biais de l'attribution de « pavillons noirs ».[source insuffisante]
En 2020, Surfrider a remis à la Commission européenne son Manifeste pour des eaux saines, qui plaide en faveur d'une meilleure information du public et de nouvelles mesures pour garantir la qualité des eaux de baignade.
En octobre  2024, Surfrider dévoile son Blue Manifesto, un document de plaidoyer avec un ensemble de mesures phares pour préserver l'océan comme le lancement d'un fonds pour l'océan et l’interdiction de la pêche destructrice, élaboré avec Oceana, WWF, Seas at Risk, Surfrider, Birdlife Europe et Client Earth.

### Déchets aquatiques
Surfrider Foundation est à l'origine des Initiatives océanes, des collectes de déchets visant à alimenter une base de données européenne sur la pollution marine (Ospar).
L'association alerte régulièrement concernant la présence de granulés plastiques (également appelés pellets) que les industries rejettent dans les mers et les océans. Le port de Tarragone, en Catalogne, est l'un des sites où cette pollution a été constatée : environ 2 millions de tonnes de pellets y sont produites chaque année, selon l’Association des entreprises chimiques de Tarragone (AEQT). Selon Surfrider, à échelle planétaire, 230 000 tonnes de ces microbilles finissent chaque année dans l’environnement.

### Aménagement du littoral
Surfrider lance régulièrement l'alerte concernant les pertes de containers en mer.

## Campagnes notables

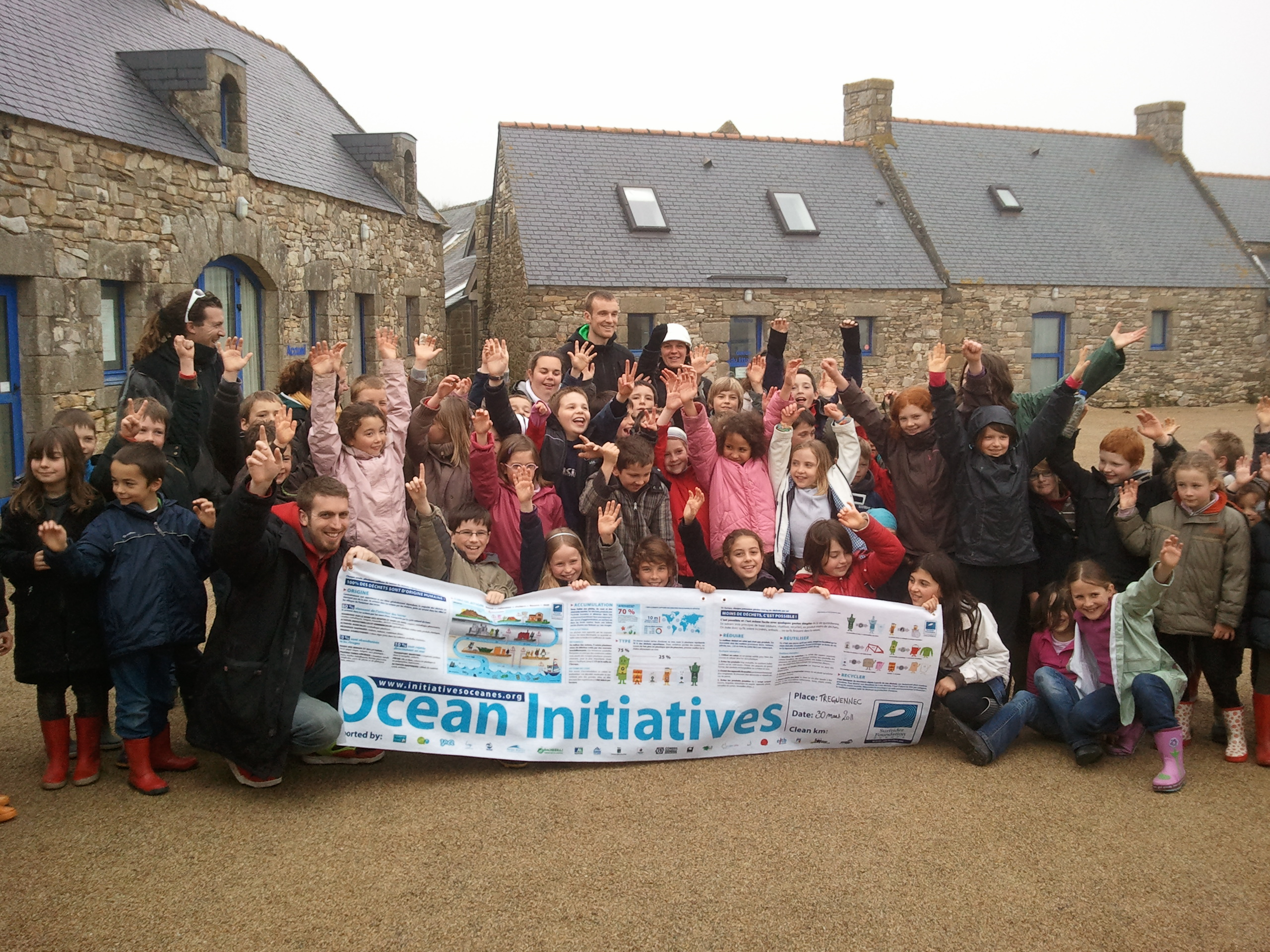
Océan Initiative 2011, participation d'écoliers bretons à un nettoyage de plage.

En septembre 2022, l'association environnementale Surfrider initie une démarche juridique en collaboration avec deux autres organisations non gouvernementales, à savoir ClientEarth et Zero Waste France. Leur action consiste à adresser des mises en demeure à neuf entreprises majeures opérant dans le secteur de l'agroalimentaire et de la grande distribution. Ces neuf entreprises ciblées sont Auchan, Carrefour, Casino, Danone, Lactalis, McDonald's France, Les Mousquetaires, Picard et Nestlé France. Les accusations portaient sur ce que les organisations estiment être un manquement de ces entreprises à leur devoir de vigilance en ce qui concerne leur utilisation du plastique.
En avril 2024, Surfrider révèle le résultat de ses analyses effectuées dans la Seine, sous les ponts Alexandre-III et de l’Alma, siège des épreuves de triathlon et nage en eau libre des JO de Paris 2024. D'après l'association, les taux de concentration de bactéries indicatrices de contamination fécale se révèlent « au-dessus voire très largement au-dessus » des seuils recommandés pour la baignade. La préfecture d’Île-de-France a réagi en affirmant que les unités de traitements de l’eau, qui se veulent efficaces contre les bactéries évoquées par l’association Surfrider, « n’étaient pas en fonctionnement lors des prélèvements ce qui prive ceux-ci de portée ».